# Kandahári nemzetközi repülőtér
A Kandahári nemzetközi repülőtér (pastu nyelven: د کندهار نړيوال هوايي ډګر) (IATA: KDH, ICAO: OAKN) Afganisztán egyik nemzetközi repülőtere, amely Kandahár közelében található. 

## Futópályák
A repülőtér futópályái:
- 05/23

## Forgalom
Az utasforgalom az elmúlt években az alábbi módon változott: